# Boris Vladimirovič Anenkov
Boris Vladimirovič Anenkov (rusko Борис Владимирович Анненков, Boris Vladimirovič Annenkov) je bil generalmajor, ataman sibirskih kozakov in poveljnik bele Sedmorečne armade, * 9. februar 1889, † 25. april 1927. 
Vojska pod njegovim poveljstvom je med rusko državljansko vojno zagrešila številne vojne zločine proti Rdeči armadi in civilistom. 

## Življenje
Boris Vladimirovič, vnuk dekabrista Ivana Aleksandroviča Anenkova, je bil rojen v družini upokojenega polkovnika in volinskega plemiča Vladimirja Ivanoviča Anenkova. 
Šolal se je v kadetski šoli v Odesi in vojaški šoli Aleksandrova v Moskvi. Službovati je začel v 1. sibirskem kozaškem polku in bil nato premeščen v 4. sibirski kozaški polk v Kokšetavu. Leta 1914 je v polku izbruhnil upor in uporniki so Anenkova imenovali za začasnega poveljnika. Kot upornik je bil obsojen na leto in 4 mesece zapora, vendar kazni ni prestal. Namesto tega so ga poslali na zahod na nemško fronto. 
Za hrabrost v bojih  med letoma 1915 in 1917 je prejel Zlato orožje za hrabrost, znano kot Meč svetega Jurija, in Red legije časti iz rok francoskega generala Paula Paua. 
Po revoluciji leta 1917 so Anenkova decembra skupaj z njegovimi možmi poslali nazaj v Omsk, kjer naj bi razpustili in razorožili njegovo protirevolucionarno enoto. Ker se Anenkov ni pustil razorožiti, se je začel boj proti boljševikom. 
Marca 1918 ga je kozaška skupščina, katere zakonitost je sporna, izvolila za atamana sibirskih kozakov. Kot tak se je bojeval z rdečimi enotami na južnem Uralu in v Srednji Aziji in avgusta 1919 postal poveljnik neodvisne Sedmoreške armade. Pozimi 1919-1920 se je formalno pridružil silam generala Dutova, vendar se je z njim takoj sprl. Anenkov in njegovi vojaki so bili odgovorni za poboj 2000 do 3000 Judov v Jekaterinburgu julija 1919.
Spomladi 1920 je bil Anenkov prisiljen umakniti se proti kitajski meji. 28. aprila je s preostalimi možmi prestopil mejo in se naselil v Urumčiju. Kitajske oblasti so ga marca 1921 aretirale in ga izpustile šele tri leta kasneje, zahvaljujoč prizadevanjem generala Denisova in podpori britanskih in japonskih predstavnikov. 
7. aprila 1927 je Anenkova ujel Feng Jušjang  in ga izročil čekistom, ki so delovali v regiji. Deportiran je bil v Sovjetsko zvezo in bil 25. avgusta 1927 v Semipalatinsku skupaj z Denisovom ustreljen kot vojni zločinec. 
V 90. letih prejšnjega stoletja je njegov primer pregledalo rusko generalno tožilstvo in zavrnilo njegovo rehabilitacijo.